# Fogyasztói szerződés
A fogyasztói szerződés fogalmát korábban a Polgári Törvénykönyv (1959. évi IV. törvény) 685. §-ának e) pontja határozta meg. A hatályos Polgári Törvénykönyv (2013. évi V. törvény) a fogalommeghatározást mellőzi; néhány rendelkezése említi kifejezetten a fogyasztói szerződésekre vonatkozó szabályokat.

## Az 1959. évi IV. törvény szabályozása
A fogyasztói szerződés fogalmát korábban a Polgári Törvénykönyv (1959. évi IV. törvény) 685. §-ának e) pontja határozta meg.
Ezek szerint
- "az a szerződés, amely fogyasztó és olyan személy között jön létre, aki (amely) a szerződést gazdasági vagy szakmai tevékenysége körében köti;
-  a törvény [Ptk.] jótállásra és kellékszavatosságra vonatkozó szabályai alkalmazásában az a szerződés minősül fogyasztói szerződésnek, amelynek tárgya ingó dolog, kivéve a villamos energiát, a - tartályban, palackban vagy egyéb módon korlátozott mennyiségben vagy meghatározott űrtartalommal ki nem szerelt - vizet és gázt, továbbá a végrehajtási eljárás vagy más hatósági intézkedés folytán eladott dolgot, valamint az olyan árverésen eladott használt dolgot, amelyen a fogyasztó személyesen részt vehet (fogyasztási cikk)".

## A hatályos szabályozás
A hatályos 2013. évi V. törvény a fogyasztói szerződést az alábbi helyeken említi:

### A biztosító ráutaló magatartása fogyasztói szerződésben
Ha a szerződő fél fogyasztó, a szerződés akkor is létrejön, ha a biztosító az ajánlatra annak beérkezésétől számított tizenöt napon belül - ha az ajánlat elbírálásához egészségügyi vizsgálatra van szükség, hatvan napon belül - nem nyilatkozik, feltéve, hogy az ajánlatot a jogviszony tartalmára vonatkozó, jogszabályban előírt tájékoztatás birtokában, a biztosító által rendszeresített ajánlati lapon és a díjszabásnak megfelelően tették.
Az (1) bekezdés szerinti esetben a szerződés - az ajánlat szerinti tartalommal - az ajánlatnak a biztosító részére történt átadása időpontjára visszamenő hatállyal a kockázatelbírálási idő elteltét követő napon jön létre.
Ha a kockázatelbírálási idő alatt a biztosítási esemény bekövetkezik, az ajánlatot a biztosító csak abban az esetben utasíthatja vissza, ha ennek lehetőségére az ajánlati lapon a figyelmet kifejezetten felhívta, és az igényelt biztosítási fedezet jellege vagy a kockázatviselés körülményei alapján nyilvánvaló, hogy az ajánlat elfogadásához a kockázat egyedi elbírálása szükséges.
Ha a biztosító kifejezett nyilatkozata nélkül létrejött szerződés lényeges kérdésben eltér a biztosító általános szerződési feltételétől, a biztosító a szerződés létrejöttétől számított tizenöt napon belül javasolhatja, hogy a szerződést az általános szerződési feltételeknek megfelelően módosítsák. Ha a szerződő fél a javaslatot nem fogadja el vagy arra tizenöt napon belül nem válaszol, a biztosító az elutasítástól vagy a módosító javaslat kézhezvételétől számított tizenöt napon belül a szerződést harminc napra írásban felmondhatja.

### Tisztességtelen szerződési feltétel fogyasztói szerződésben
Fogyasztó és vállalkozás közötti szerződésben a tisztességtelen általános szerződési feltételre vonatkozó rendelkezéseket - az e §-ban foglalt eltérésekkel - alkalmazni kell a vállalkozás által előre meghatározott és egyedileg meg nem tárgyalt szerződési feltételre is. A vállalkozást terheli annak bizonyítása, hogy a szerződési feltételt a felek egyedileg megtárgyalták.
Fogyasztó és vállalkozás közötti szerződésben az általános szerződési feltétel és a vállalkozás által előre meghatározott és egyedileg meg nem tárgyalt szerződési feltétel tisztességtelen voltát önmagában az is megalapozza, ha a feltétel nem egyértelmű.
A fogyasztó és vállalkozás közötti szerződés részévé váló tisztességtelen szerződési feltétel semmis. A semmisségre a fogyasztó érdekében lehet hivatkozni.

### Egyes tisztességtelen kikötések fogyasztási szerződésben
Fogyasztó és vállalkozás közötti szerződésben tisztességtelennek minősül különösen az a kikötés, amely
a) a szerződés bármely feltételének értelmezésére a vállalkozást egyoldalúan jogosítja;
b) kizárólagosan a vállalkozást jogosítja fel annak megállapítására, hogy teljesítése szerződésszerű-e;
c) a fogyasztót teljesítésre kötelezi abban az esetben is, ha a vállalkozás nem teljesíti a szerződést;
d) lehetővé teszi, hogy a vállalkozás a szerződéstől bármikor elálljon, vagy azt felmondja, ha a fogyasztó ugyanerre nem jogosult;
e) kizárja, hogy a fogyasztó a szerződés megszűnésekor visszakövetelje a már teljesített, ellenszolgáltatás nélküli szolgáltatását, ide nem értve azt az esetet, amikor a szerződés megszűnésére szerződésszegés következtében kerül sor;
f) kizárja vagy korlátozza a fogyasztó lehetőségét arra, hogy szerződéses kötelezettségeit beszámítással szüntesse meg;
g) lehetővé teszi, hogy a vállalkozás tartozását más személy a fogyasztó hozzájárulása nélkül átvállalja;
h) kizárja vagy korlátozza a vállalkozásnak az általa igénybe vett közreműködőért való felelősségét;
i) kizárja vagy korlátozza a fogyasztó peres vagy más jogi úton történő igényérvényesítési lehetőségeit, különösen, ha - anélkül, hogy azt jogszabály előírná - kizárólag választottbírósági útra kényszeríti a fogyasztót, jogellenesen leszűkíti bizonyítási lehetőségeit vagy olyan bizonyítási terhet ró rá, amelyet az irányadó jogi rendelkezések szerint a másik félnek kell viselnie;
j) a bizonyítási terhet a fogyasztó hátrányára változtatja meg.
Fogyasztó és vállalkozás közötti szerződésben az ellenkező bizonyításáig tisztességtelennek kell tekinteni különösen azt a kikötést, amely
a) a fogyasztó meghatározott magatartását szerződési nyilatkozata megtételének vagy elmulasztásának minősíti, ha a magatartás tanúsítására nyitva álló határidő indokolatlanul rövid;
b) a fogyasztó nyilatkozatának megtételére indokolatlan alaki követelményeket támaszt;
c) meghosszabbítja a határozott időre kötött szerződést, ha a fogyasztó másként nem nyilatkozik, feltéve, hogy a nyilatkozat megtételére nyitva álló határidő indokolatlanul rövid;
d) lehetővé teszi, hogy a vállalkozás a szerződést egyoldalúan, a szerződésben meghatározott alapos ok nélkül módosítsa, különösen, hogy a szerződésben megállapított pénzbeli ellenszolgáltatás mértékét megemelje, vagy lehetővé teszi, hogy a vállalkozás a szerződést egyoldalúan, a szerződésben meghatározott alapos okkal módosítsa, ha ilyen esetben a fogyasztó nem jogosult a szerződéstől elállni vagy azt felmondani;
e) lehetővé teszi, hogy a vállalkozás egyoldalúan, alapos ok nélkül a szerződésben meghatározott tulajdonságú szolgáltatástól eltérően teljesítsen;
f) a vállalkozás teljesítését olyan feltételtől teszi függővé, amelynek bekövetkezte kizárólag a vállalkozás akaratán múlik, kivéve, ha a fogyasztó jogosult a szerződéstől elállni, vagy azt felmondani;
g) a vállalkozásnak pénztartozás teljesítésére negyvenöt napnál hosszabb határidőt biztosít vagy egyébként nem megfelelően meghatározott határidőt ír elő szolgáltatása teljesítésére, valamint a fogyasztó szerződési nyilatkozatainak elfogadására;
h) kizárja vagy korlátozza a fogyasztó jogszabályon alapuló jogait a vállalkozás szerződésszegése esetén;
i) kizárja, hogy a fogyasztónak visszajárjon a szerződés szerint általa kifizetett összeg, ha a fogyasztó nem teljesít, vagy nem szerződésszerűen teljesít, ha hasonló kikötés a vállalkozást nem terheli;
j) a fogyasztót túlzott mértékű pénzösszeg fizetésére kötelezi, ha a fogyasztó nem teljesít vagy nem szerződésszerűen teljesít.

### Részleges érvénytelenség fogyasztói szerződésnél
Fogyasztói szerződés részbeni érvénytelenség esetén csak akkor dől meg, ha a szerződés az érvénytelen rész nélkül nem teljesíthető.

### Pénztartozás idő előtti teljesítése fogyasztói szerződés esetén
Fogyasztó és vállalkozás közötti szerződésben semmis a pénztartozás idő előtti teljesítését kizáró és az olyan kikötés, amely a fogyasztóra az idő előtti teljesítésből közvetlenül fakadó költségeken kívüli terhet ró.